# Sportpark Eschen-Mauren
Sportpark Eschen-Mauren är en idrottsplats i Eschen i Liechtenstein.
Delen med fotbollsplan används av USV Eschen/Mauren, som deltar i det schweiziska ligasystemet.
Idrottsplatsen var spelplan för Liechtensteins damlandslag i fotbolls första landskamp någonsin. Viktoria Gerner blev historisk första målskytt i 1-2-förlusten mot Luxemburg.
Anläggningen används också till andra idrotter, exempelvis handboll och friidrott.
Vid idrottsplatsen finns ett monument till minne av påve Johannes Paulus II:s besök i Eschen 1985.